# غار جعیتا
غار جعیتا (به عربی: مغارة جعيتا، به سریانی: ܡܥܪܬܐ ܕܓܥܝܬܐ) غاری مرکب متشکل از دو غار سنگ آهکی کارستی جدا از هم اما متصل به‌یکدیگر است که غار بالایی ۲٬۱۳۰ متر و غار پایینی ۶٬۲۰۰ متر درازا داشته و در مجموع، گستره‌ای به طول تقریباً ۹ کیلومتر را در بر می‌گیرد. این غار که طولانی‌ترین غار مرکب در خاورمیانه به‌شمار می‌رود یکی از ۱۴ فینالیست برای انتخاب عجایب هفتگانه طبیعت در سال ۲۰۱۱ بوده‌است.

## مشخصات
این غارها که در طول میلیون‌ها سال و در پی حل‌شدن سنگ آهک‌های ترک‌خورده بر اثر جریان آب‌های زیرزمینی و اسید کربنیک موجود در آب باران به وجود آمده‌اند در مرکز دامنه‌های غربی کوه لبنان، در درهٔ نهر الکلب در جعیتا در ۵ کیلومتری کرانه‌های دریای مدیترانه و در ۱۸ کیلومتری شمال بیروت، پایتخت لبنان قرار دارند. همچنین ورودی طبیعی غار در ارتفاع ۱۰۰ متری از سطح دریا واقع شده‌است.
علی‌رغم مسکونی بودن این غارها در دوران پیش از تاریخ، نخستین کشف دوبارهٔ آن‌ها در سال ۱۸۳۶ روی داد که مبلغ مذهبی‌ای آمریکایی به‌ نام ویلیام تامسون موفق به یافتن غار پایینی شد. او تا ۵۰ متری درون غار پیش رفت تا به رودخانه‌ای زیرزمینی رسید، سپس تیری شلیک نمود و از انعکاس صدای آن دریافت که به غاری مهم دست یافته‌است. در فاصلهٔ سال‌های ۱۸۹۲ تا ۱۹۴۰ فعالیت‌های اکتشافی بیشتری از سوی آمریکایی‌ها، انگلیسی‌ها و فرانسوی‌ها صورت گرفت و آن‌ها موفق به پیشروی تا عمق ۱٬۷۵۰ متری غار شدند. پس از آن کاشفان لبنانی از دههٔ ۱۹۴۰ به‌ بعد کار جستجو در غار را ادامه دادند.
در سال ۱۹۵۸ غار پایینی برای بازدید عموم گشایش یافت و هم‌زمان عملیات اکتشافی در آن نیز ادامه داشت تا آنکه در همان سال غارشناسان لبنانی، موفق به کشف دالان‌های غار بالایی در ارتفاع ۶۰ متری از غار پایینی شدند. به‌ دنبال این کشف، یک تونل دسترسی و مجموعه‌ای از گردشگاه‌ها بدون آنکه به منظرهٔ طبیعی غار آسیبی وارد شود در آن ساخته شد تا دسترسی بی‌خطر گردشگران به این غارها را فراهم سازد. بزرگترین استالاکتیتهای دنیا در غار بالایی قرار دارد. همچنین دالان‌های غار جعیتا از مجموعه‌ای از تالارها تشکیل‌شده‌است که بزرگترین آن‌ها ۱۲۰ متر ارتفاع دارد.
غار جعیتا یکی از نمادهای ملی کشور لبنان و یکی از مهم‌ترین مراکز توریستی این کشور است. همچنین رودخانه‌ٔ زیر زمینی غار پایینی، آب آشامیدنی تازهٔ بیش از یک میلیون لبنانی را تأمین می‌کند و تنها با استفاده از قایق می‌توان از آن بازدید نمود.